# SN 2009ma
SN 2009ma – supernowa typu II-n odkryta 17 października 2009 roku w galaktyce A082858-0035. W momencie odkrycia miała maksymalną jasność 18,20m.